# Megan Fox
Megan Denise Fox (* 16. května 1986 Rockwood, Tennessee) je americká herečka a modelka.

## Dětství
Narodila se v Tennessee Darlene Tonachiové a Franklinovi Foxxovi, který ze svého příjmení vypustil jedno „x“. Má francouzské, irské a indiánské předky. Rodiče se během jejích dětských let rozvedli. Se starší sestrou vyrůstala společně s matkou a nevlastním otcem nedaleko Rockwoodu v Tennessee. Byla vychovávána v katolické víře. Během středoškolského studia navštěvovala soukromou křesťanskou školu Morningside Academy, maturitu pak složila na St. Lucie West Centennial High School.

## Kariéra

### Začátky aTransformers

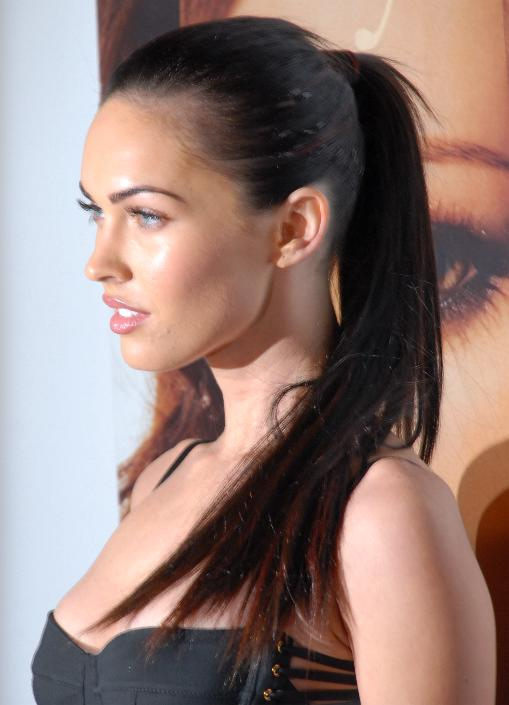
Megan Fox v roce 2007

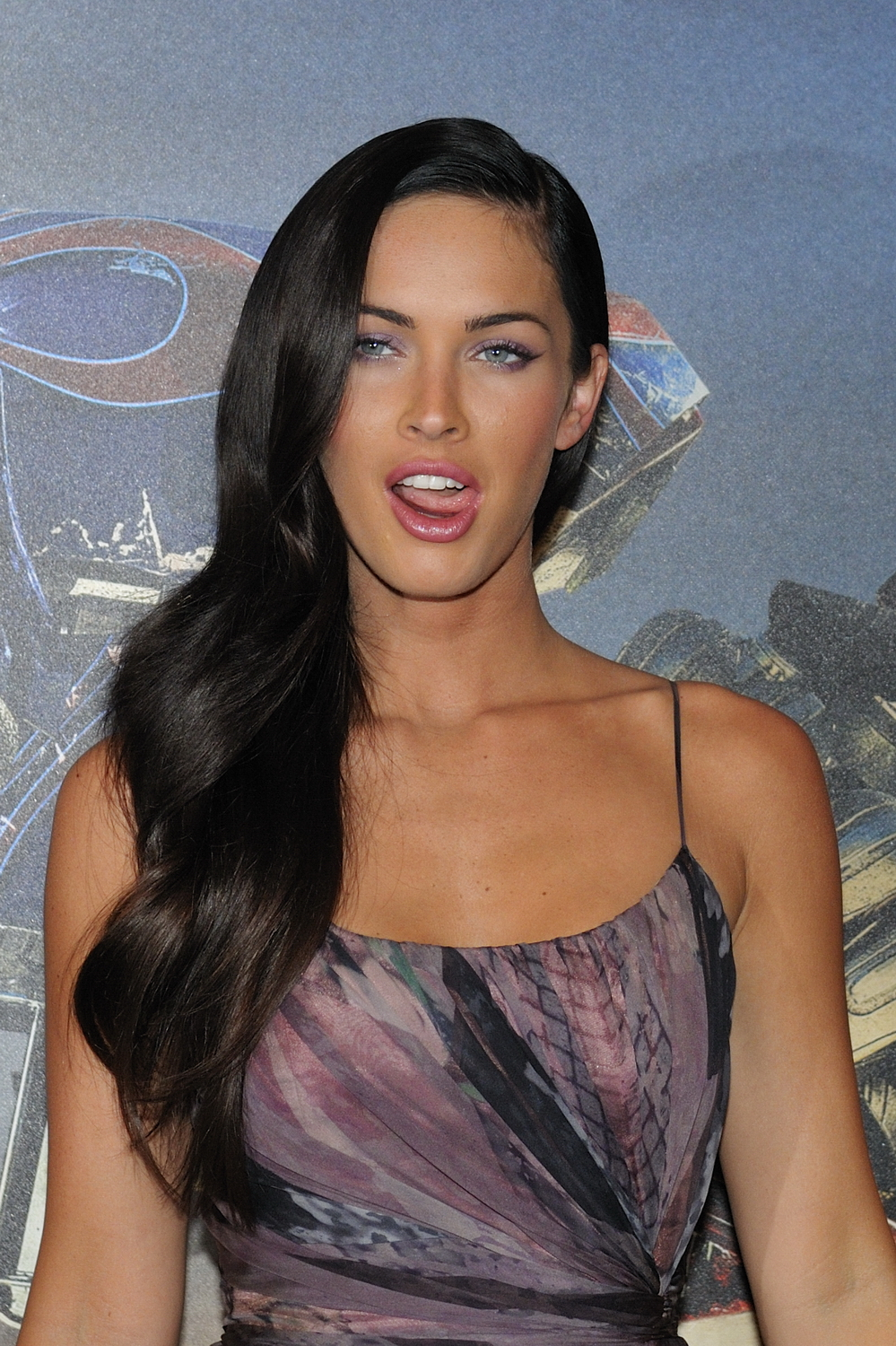
Megan Fox na premiéře filmu Transformers: Pomsta poražených v Paříži

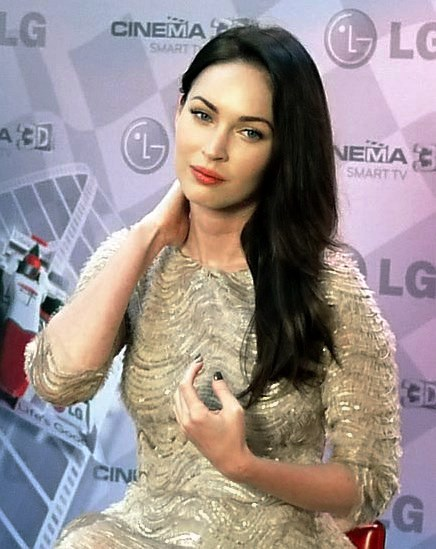
Megan Fox v roce 2011

Po ukončení úspěšné kariéry modelky zahájila v roce 2001 herecké účinkování vedlejší rolí Brianny Wallaceové v televizním snímku Sestry na Bahamách. Objevila se jako host v několika televizních seriálech, včetně Dva a půl chlapa, Ocean Ave nebo Hope & Faith, kde ztvárnila roli Sydney Shanowské. V roce 2004 se poprvé objevila ve filmu nazvaném Zpověď královny střední školy, v roli Carly po boku herečky Lindsay Lohan. Průlom znamenala až nabídka režiséra Michaela Baye v roce 2007 na jednu z hlavních rolích ve velkorozpočtovém projektu Transformers. Za tento film získala velké množství ocenění, a díky tomu si zahrála i v pokračování Transformers: Pomsta poražených. Původně měla hrát i v dalších pokračováních, ale byla vyškrtnuta a nahrazena jinou herečkou.

### 2009–současnost
Od roku 2009 se nabídky rolí jen hrnuly. Megan je ovšem nepřijímala všechny. Zahrála si ve filmech jako Jonah Hex (2010) od DC Comics, Svobodní se závazky (2011), Čtyřicítka na krku (2012) a dalších. Velký úspěch jí přinesla role April O'Neilové ve filmu Želvy Ninja (2014). Díky značnému komerčnímu úspěchu bylo natočeno i pokračování s názvem Želvy Ninja 2 (2016). I za tuto roli získala mnoho ocenění.

## Osobní život
Pravidelně se objevovala v žebříčcích nejkrásnějších žen, vyhlašovaných různými časopisy a agenturami. Média ji často srovnávala s herečkou Angelinou Jolie a nazývají ji jako Angelinin klon, Angelina 2.0 či Angelina Jr.
Vdala se v červnu 2010 po dlouhodobém vztahu s americkým hercem Brianem Greenem, který ztvárnil postavu Davida Silvera v seriálu Beverly Hills 90210. Dne 27. září 2012 se jim narodil syn Noah Shannon Green. Již předtím spolu vychovávali Brianova syna z předchozího manželství Kassia. Dne 13. února 2014 se jim narodil druhý syn Bodhi Ransom Green. V srpnu 2015 Megan Fox zažádala o rozvod, ale pár dní po oznámení se dali znovu dohromady a přišli s novinkou, že je v očekávání. Jejich třetí syn Journey River se narodil 4. srpna 2016. V roce 2013 prohlásila, že je pro ni křesťanská víra velmi důležitá. V květnu 2020 oznámila rozchod s Brianem Austinem Greenem. V červnu se spekulovalo, zda nerandí s rapperem Machine Gun Kellym (protože hrála ve videoklipu Bloody Valentine). 17. června byly zveřejněny fotky, jak se drží za ruce a líbají se v autě. 12. ledna 2022 Fox oznámila, že ji Machine Gun Kelly požádal o ruku.

## Filmografie

### Film
| Rok  | Název                                   | Role               | Poznámka |
| ---- | --------------------------------------- | ------------------ | -------- |
| 2001 | Sestry na Bahamách                      | Brianna            |          |
| 2003 | Mizerové II                             | tanečnice v klubu  |          |
| 2004 | Zpověď královny střední školy           | Carla Santini      |          |
| 2007 | Transformers                            | Mikaela Banes      |          |
| 2008 | Jak se zbavit přátel a zůstat úplně sám | Sophie Maes        |          |
| 2008 | Whore                                   | Lost               |          |
| 2009 | Transformers: Pomsta poražených         | Mikaela Banes      |          |
| 2009 | Jennifer's Body – Bacha, kouše!         | Jennifer Check     |          |
| 2010 | Jonah Hex                               | Leila              |          |
| 2010 | Krev na křídlech                        | Lily               |          |
| 2011 | Svobodní se závazky                     | Mary Jane          |          |
| 2012 | Čtyřicítka na krku                      | Desi               |          |
| 2012 | Diktátor                                | Samu sebe          | cameo    |
| 2014 | Želvy Ninja                             | April O'Neil       |          |
| 2016 | Želvy Ninja 2                           | April O'Neil       |          |
| 2018 | Think Like a Dog                        |                    |          |
| 2019 | Zeroville                               | Soledad Paladin    |          |
| 2019 | Battle of Jangsa-ri 9.15                | Marguerite Higgins |          |
| 2019 | Naya: Legend of the Golden Dolphin      | Princezna Leilani  |          |
| 2019 | Shadow Girl                             | Juliana            |          |
| 2023 | Expend4bles                             | Gina               |          |

### Televize
| Rok       | Název                              | Role                       | Poznámka                                          |
| --------- | ---------------------------------- | -------------------------- | ------------------------------------------------- |
| 2002–2003 | Ocean Ave.                         | Ione Starr                 | 122 dílů                                          |
| 2003      | Co mám na tobě ráda                | Shannon                    | díl: „Like a Virgin (Kinda)“                      |
| 2004      | Dva a půl chlapa                   | Prudence                   | díl: „Vůně cigaret a feromonů“                    |
| 2004      | The Help                           | Cassandra Ridgeway         | 3 díly                                            |
| 2004      | Rodinný kšeft                      | Candace                    | TV film                                           |
| 2004–2006 | Hope & Faith                       | Sydney Shanowski           | 48 dílů                                           |
| 2011      | Robot Chicken                      | Samu sebe/Lois Lane (hlas) | díl: „The Core, the Thief, His Wife and Her Love“ |
| 2012      | Robot Chicken DC Universe Special  | Lois Lane (hlas)           | TV film                                           |
| 2012      | Wedding Band                       | Alexa Jordan               | díl: „I Love College“                             |
| 2016–2017 | Nová holka                         | Reagan Lucas               | vedlejší role (5.–6. řada), 15 dílů               |
| 2018      | Legends of the Lost with Megan Fox | Samu sebe/moderátorka      | také tvůrce a výkonná producentka                 |

### Videohry
| Rok  | Název                               | Role          |
| ---- | ----------------------------------- | ------------- |
| 2007 | Transformers: The Game              | Mikaela Banes |
| 2009 | Transformers: Revenge of the Fallen | Mikaela Banes |

### Hudební video
| Rok  | Umělec               | Název skladby          |
| ---- | -------------------- | ---------------------- |
| 2009 | Panic! at the Disco  | „New Perspective“      |
| 2010 | Eminem feat. Rihanna | „Love the Way You Lie“ |
| 2020 | Machine Gun Kelly    | "Bloody Valentine"     |